# Pałac w Krzydłowicach
Pałac w Krzydłowicach (niem. Schloss Kreidelwitz) – zabytkowy pałac w Krzydłowicach, wsi w Polsce, w województwie dolnośląskim, w powiecie polkowickim, w gminie Grębocice.

## Opis
Dwupiętrowy, barokowy pałac na planie prostokąta, otoczony fosą, pierwotnie zamek na wodzie  wzniesiony na przełomie XVI i XVII w., przebudowany w latach 1722-1723 przez  Hansa Georga von Stosch (1698-1735), żonatego z Marią Charlottą von Dyhrn (1713-1729). 
W czasach świetności kryty wysokim dachem czterospadowym. Ściana frontowa dzielona pilastrami, zwieńczona balustradą ozdobioną rzeźbami. Główne wejście umieszczone centralnie w kamienny portalu pomiędzy dwiema półkolumnami, podtrzymującymi balkon z kamienną balustradą. Nad oknem drugiego piętra półkolisty fronton w kształcie circulaire (kolisty), a pod nim kartusze z herbem Hansa Georga von Stoscha oraz, niżej, z sentencją po łacinie z chronostychem: DDCCCCCLLLXXVVVVVVVIIIIIIIIIII (1716).

IEHOVA 
FORTVNANTE 
HANS GEORGIVS 
LIBER BARO A STOSCH 
HASCE QVAS FIDES ÆDES
ITINERE AVRA FELICI ABSOLVTO 
AC SIBI AC POSTERIS 
EXSTRVXIT

Bogu 
błogosławionemu
 Hans Georg
 wolny baron Stosch,
 który z wiarą ten dom
żyjąc pomyślnie szczęśliwie zakończył
 dla siebie i swoich potomków
 budować

Pałac w ruinie, do czasów współczesnych pozostały ściany zewnętrzne. Obiekt jest częścią zespołu pałacowego, w skład którego wchodzą jeszcze: 
- park krajobrazowy,
- spichrz.

## Galeria

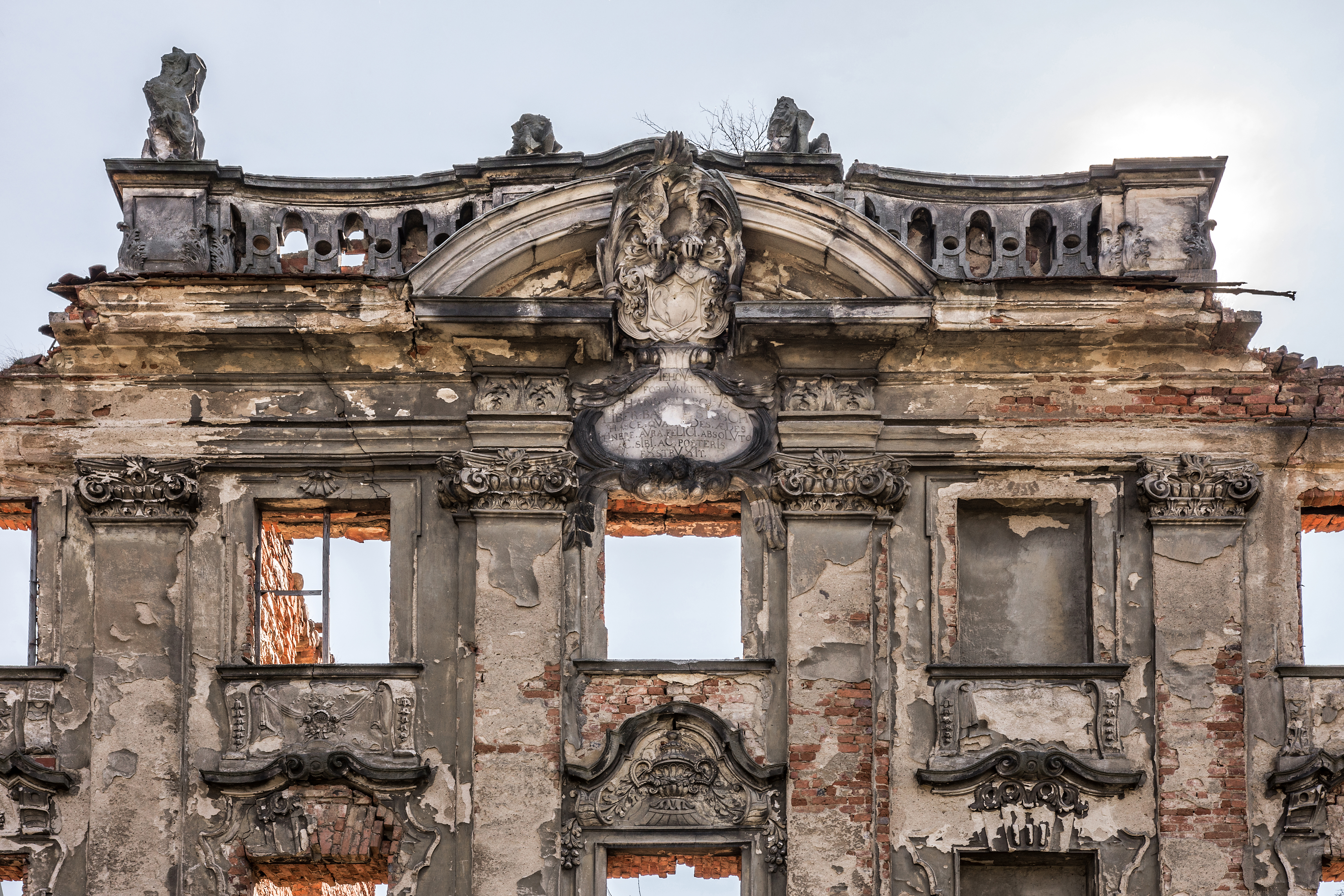
Fronton z herbem
Herb von Stosch (tarcza)
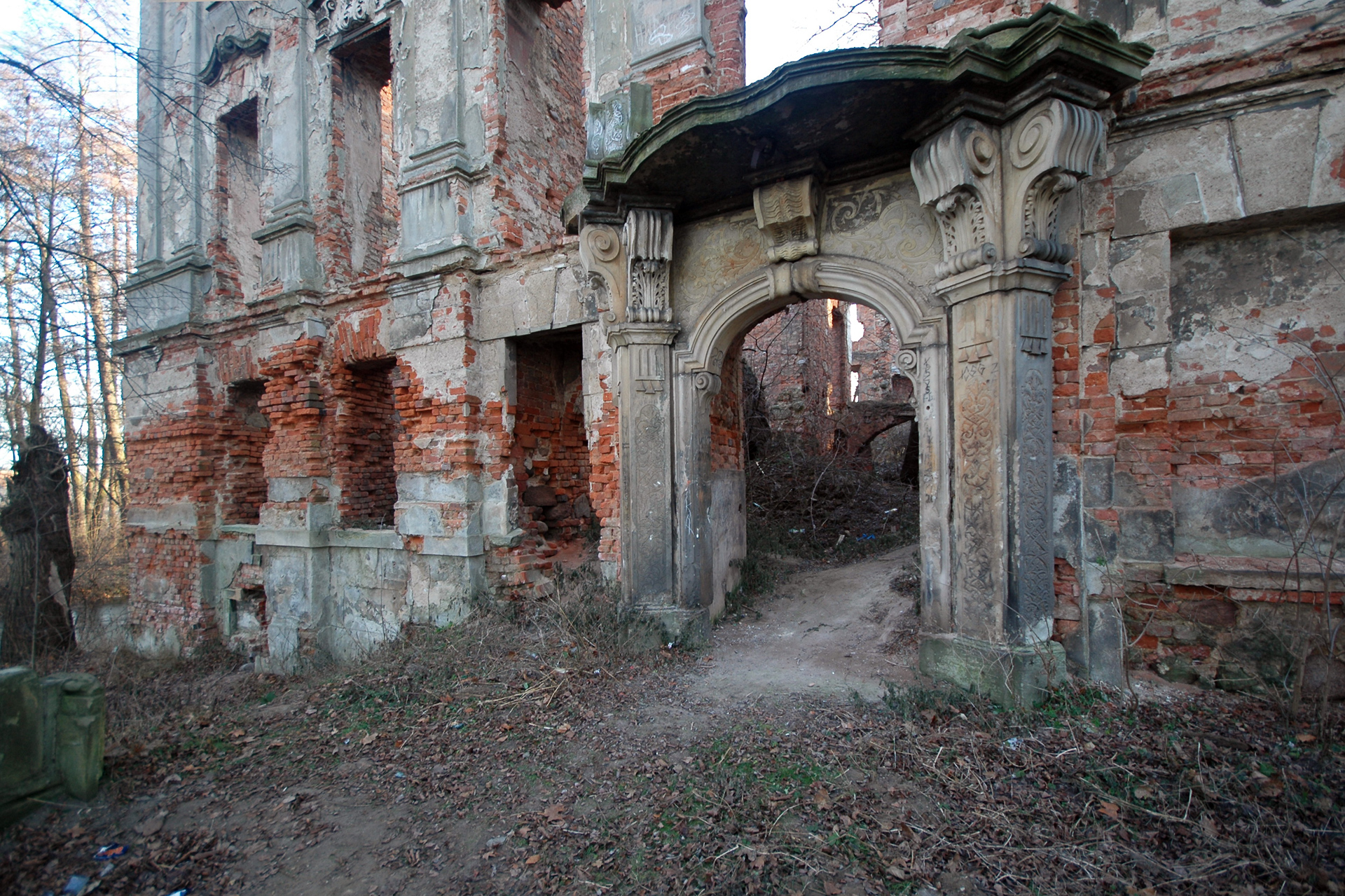
Pałac w Krzydłowicach
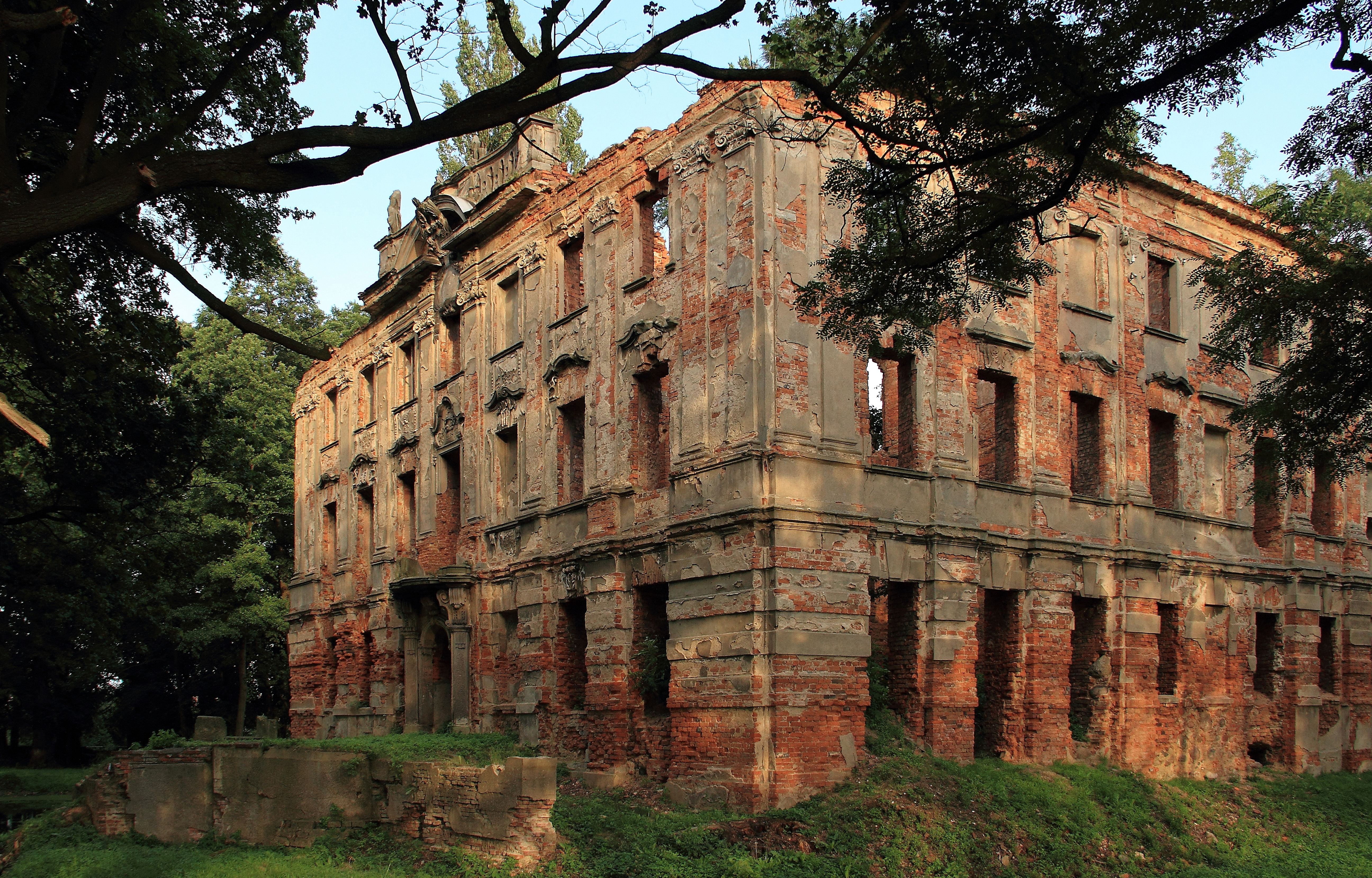
Pałac w Krzydłowicach
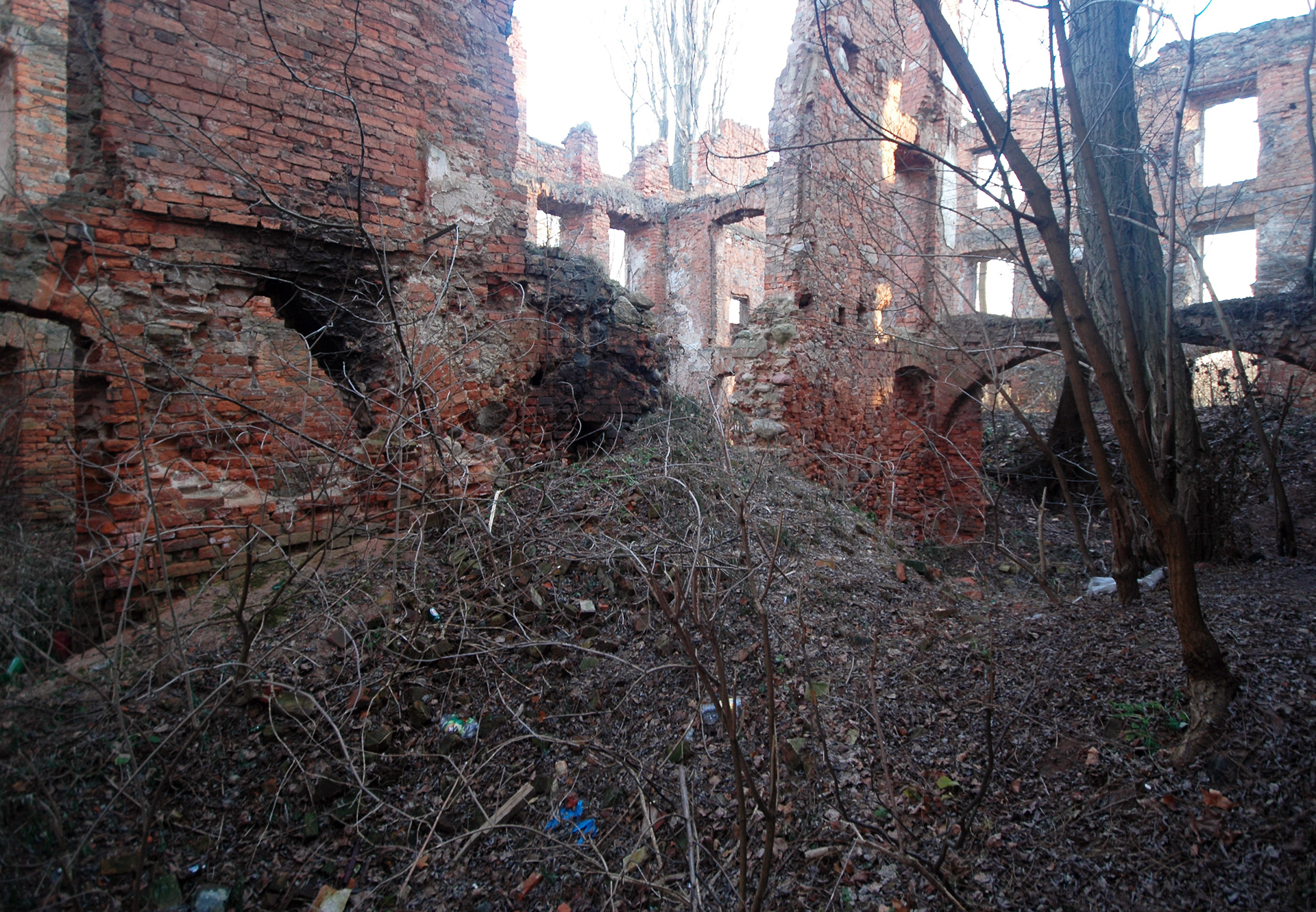
Pałac w Krzydłowicach